# Hjerseggnosi
Der Hjerseggnosi, auch Bolstadnosi, ist ein Berg in der Kommune Luster in der Provinz Vestland in Norwegen. 
Der Berg erreicht eine Höhe von 1080 Metern und erhebt sich nordöstlich oberhalb des Endes des Lustrafjords. Zum Teil finden sich auch Höhenangaben unter 1000 Metern, die sich jedoch auf Punkte unterhalb des eigentlichen Gipfels beziehen. Direkt südlich des Hjerseggnosi erstreckt sich der Bergsee Eidsvatnet, westlich im Tal verläuft der Mørkriselvi.

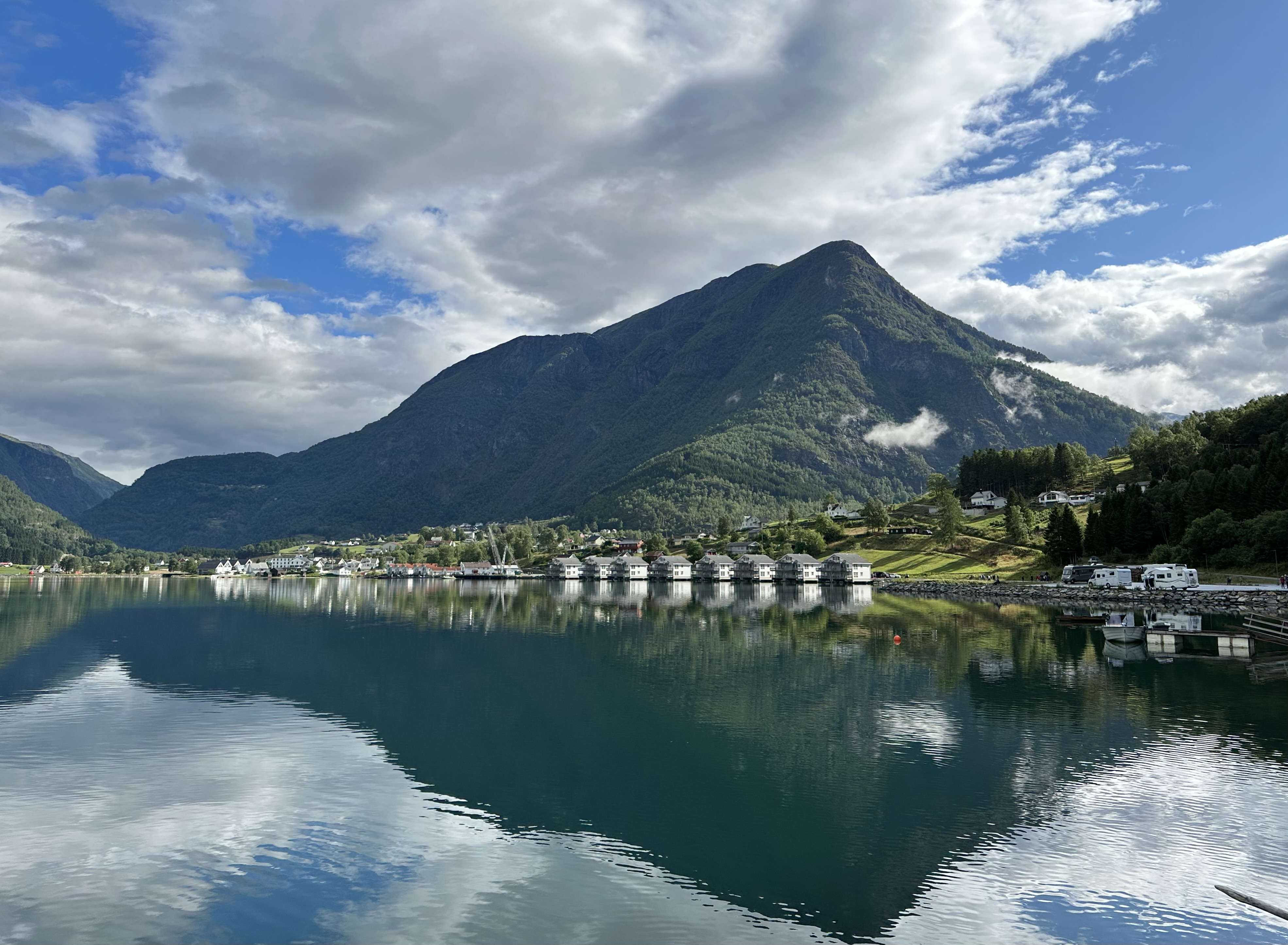
Blick aus südwestlicher Richtung, im Vordergrund der Lustrafjord und Skjolden, im Hintergrund der Bolstadnosi, 2023

Südöstlich des Bergs liegt der Ort Skjolden, etwas nördlich hiervon Bolstad, östlich Fortun. Die unterschiedlichen Namen des Berges werden in der Region unterschiedlich verwendet. Während man in Fortun Hjerseggnosi sagt, heißt er in Skjolden Bolstadnosi.
Auf dem Plateau des Berges befindet sich der Bergsee Skåravatnet. An der Südflanke des Hjerseggnosi, östlich des Eidsvatnet, steht das vom Philosophen Ludwig Wittgenstein errichtete Haus Østerrike.